# Граф Луканор
„Граф Луканор“ (на испански: El conde Lucanor) е прозаична творба на средновековната кастилска литература, написана в периода 1331 – 1335 г. от дон Хуан Мануел, принц на Вилиена и внук на крал Фернандо III Кастилски. Цялото заглавие на произведението е Книга за историите на граф Луканор и Патронио (на срадновековен кастилски: Libro de los enxiemplos del Conde Lucanor et de Patronio). В композиционно отношение творбата е съставена от пет части, съдържащи 51 новели, притчи, басни, базирани на различни източници, като басните на Езоп и други класици, както и традиционните арабски приказки.
Книгата Граф Луканор е написана, вероятно в по-голямата си част, в двореца Молина Сека, днес Молина де Сегура, в Мурсия, тъй като по време на написването ѝ стената и градът са били част от владенията на инфант Хуан Мануел, където прекарва дълъг период от време.

## Предназначение и структура
Дидактическа е целта на книгата. Граф Луканор беседва със своя съветник Патронио по определен проблеми и иска съвет от него. Патронио винаги отговаря с голямо смирение, казвайки, че не желае да предлага съвети на толкова знатен човек като графа, но предлага да му разкаже история, в която се среща този проблем. След като приключва с разказването на историята, Патронио съветва графа да постъпи така, както постъпва героят в неговата история.

## Влияния
Шекспировата комедия Укротяване на опърничавата съдържа основните елементи на новела 44.
Мотиви от новела 7 са вплетени от Ханс Кристиан Андерсен в приказката Новите дрехи на царя.